# Higoumène

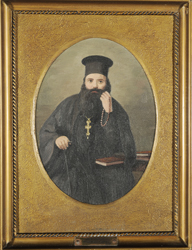
Higoumène de l'archange Gabriel (musée historique de la Grèce).

Un ou une higoumène (ἡγούμενος ou ἡγούμενη), aussi utilisé sous la forme hégoumène, est la personne dirigeant un monastère orthodoxe ou catholique oriental. Les higoumènes sont généralement élus par la communauté qu'ils dirigent ensuite. 
Le terme équivaut à celui d'abbé ou d'abbesse dans l'Église latine.

## Étymologie
Le terme provient directement du grec ancien ἡγούμενος / hêgoúmenos, participe présent du verbe ἡγέομαι / hêgéomai, signifiant littéralement « marcher devant », d'où « conduire, commander ».

## Titres
L'higouménat est une fonction. Ceux qui l'assument peuvent porter différents titres comme celui d'archimandrite conféré à des hiéromoines (moines-prêtres) éminents. Il peut y avoir plusieurs archimandrites dans un même monastère. Lorsqu'un higoumène est évêque, on parle de cathigoumène.
À l'origine, le titre d'higoumène était attribué au supérieur de plusieurs monastères. Après 1874 les monastères russes furent sécularisés et répartis en trois classes. Le titre d'higoumène fut réservé aux supérieurs des monastères de la troisième classe. Le supérieur d'un monastère de la première ou de la deuxième classe avait le rang d'archimandrite. Dans l'Église catholique grecque, le supérieur de tous les monastères de certaines régions est appelé protohigoumène.
Les responsabilités de l'higoumène et de l'archimandrite sont identiques, le titre d'archimandrite étant considéré comme une distinction honorifique. Au sein de l'Église orthodoxe russe, le titre d'higoumène peut être attribué de façon honorifique aux hiéromoines même si ceux-ci ne sont pas à la tête d'un monastère.

## Nomination et insignes
Un higoumène est intronisé par l'évêque lors d'une cérémonie au cours de laquelle on lui présente sa crosse pastorale (en grec : πατερίτσα, pateritsa, en slavon : посох, posokh). 
Dans l'Église russe, la crosse pastorale d'un higoumène est plus souvent en bois (habituellement d'ébène) qu'en métal. Une croix pectorale en or est décernée à l'higoumène par l'évêque, comme pour un archiprêtre. Au cours des Divins Offices, l'higoumène porte un simple manteau monastique noir, tandis que l'archimandrite porte un manteau semblable à celui d'un évêque (mais sans les « rivières » blanches sur les côtés) et décoré de simples « tablettes » au col et au bas du manteau. Un archimandrite peut aussi porter la même mitre qu'un évêque ; un higoumène ne le peut pas. Cependant, dans la tradition russe, un évêque peut attribuer à un higoumène le privilège de porter la mitre comme distinction ecclésiastique. Un higoumène peut porter sa crosse pastorale en procession et lorsqu'il donne les bénédictions dans l'église (mais elle n'est jamais portée à l'intérieur du sanctuaire), bien que généralement elle soit accrochée verticalement près de la stalle monastique du chœur, le κάθισμα, kathisma. À l'extérieur de l'église, un higoumène peut utiliser une canne en bois similaire à celle utilisée par un évêque ou un archimandrite, à l'exception de la décoration du pommeau, qui n'est pas en argent.